# NLRX1
NLRX1 (англ. NLR family member X1) — цитозольный белок, Nod-подобный рецептор, продукт гена NLRX1, регулирует антивирусный врождённый иммунитет.

## Функции
NAIP участвует в антивирусной детекции. Является отрицательным регулятором MAVS-опосредованного антивирусного ответа, ингибируя индуцируемое вирусом взаимодействие RLH-MAVS. Белок не обладает ингибиторным действием на сигнальные пути NF-κB и интерферонов, но усиливает перенос сигнала, опосредованного NF-κB и c-Jun N-терминальной киназой, увеличивая образование реактивных форм кислорода.   
Локализуется на внешней митоходриальной мембране.

## Структура
NLRX1 содержит транзитный митохондриальный пептид (86 аминокислотных остатков). Зрелый белок состоит из 889 аминокислотных остатков, молекулярная масса — 107,6 кДа.  Молекула включает NACHT-домен с участком связывания АТФ и 7 LRR (лейцин-обогащённых)-повторов.
В результате альтернативного сплайсинга мРНК NLRX1 образуются две изоформы.
Взаимодействует с MAVS.

## Тканевая специфичность
Экспрессируется во  всех тканях, максимальная экспрессия наблюдается в молочных железах, сердце и мышцах.